# Нанохімія
Нанохімія — розділ хімії, де об'єктами вивчення є тіла, розмір яких лежить у діапазоні 1-100 нм., де фізичні і хімічні властивості тіл суттєво залежать від розміру, досліджує склад і структуру нанотіл.
У діапазоні 0,1-100 нм фізичні і хімічні властивості тіл залежать від розміру останніх. Цей розділ хімії досліджує склад і структуру нанотіл, методи їх синтезу, процеси, що супроводжуються хімічними змінами, зв’язок властивостей речовин з хімічною будовою наночастинок, з яких вони створені.

## Основні поняття
Нанохімія (від нано- і хімія) — розділ хімії, який досліджує властивості, і особливості хімічних перетворень наночастинок. Відмінною особливістю нанохімії є наявність розмірного ефекту — якісної зміни фізико-хімічних властивостей і реакційної здатності при зміні числа атомів або молекул у частці. Зазвичай даний ефект спостерігається для частинок розміром менше 10 нм, хоча дана величина має умовне значення.

## Напрями досліджень в нанохімії
Розробка методів складання великих молекул з атомів з допомогою наноманіпулятора; вивчення внутрішньомолекулярних перегрупувань атомів при механічних, електричних і магнітних впливах.
Синтез наноструктур в потоках надкритичної рідини; розробка способів спрямованої збірки нанокристалів з утворенням фрактальних, каркасних, трубчастих і стовпчастих наноструктур.
Розробка теорії фізико-хімічної еволюції ультрадисперсних речовин і наноструктур; створення способів запобігання хімічної деградації наноструктур.
Отримання нових каталізаторів для хімічної та нафтохімічної промисловості; вивчення механізму каталітичних реакцій на нанокристалах.
Вивчення механізмів нанокрісталлізаціі в пористих середовищах в акустичних полях; синтез наноструктур в біологічних тканинах; розробка способів лікування хвороб шляхом формування наноструктур в тканинах з патологією.
Дослідження явища самоорганізації в колективах нанокристалів; пошук нових способів пролонгування стабілізації наноструктур хімічними модифікаторами.

## Мета
Метою досліджень є розробка функціонального ряду машин, що забезпечують:
- нові каталізатори для хімічної промисловості та лабораторної практики; оксидно-рідкісноземельні і ванадієві нанокаталізатори з широким спектром дії;
- методологію запобігання хімічної деградації технічних наноструктур; методики прогнозу хімічної деградації;
- наноліків для терапії і хірургії; препарати на основі гідроксиапатиту для стоматології;
- спосіб лікування онкологічних захворювань шляхом проведення внутрішньопухлинне нанокристалізації і накладення акустичного поля;
- нові хімічні сенсори з ультрадисперсних активною фазою; методи збільшення чутливості сенсорів хімічним модифікуванням.